# Одинокие сердца (телесериал)
«Одино́кие сердца́» (англ. The O.C., сокращение от Orange County — округ Ориндж) — американский телесериал в жанре подростковой драмы, созданный Джошем Шварцем, первоначально транслировавшийся на канале FOX с 5 августа 2003 по 22 января 2007. Сериал рассказывает о юноше из неблагополучного района, волею судьбы оказавшемся в престижном округе Ориндж, Калифорния.

## Сюжет
Действие сериала разворачивается в привилегированном обществе курорта Ньюпорт Бич в Калифорнии. Главного героя — шестнадцатилетнего юношу с криминальным прошлым — приглашает на время в свою семью государственный защитник, проживающий в округе Оранж.
Этот округ — райское место на побережье, где живут зажиточные люди, и все вокруг кажется прекрасным. Однако под внешним благополучием скрывается мир, полный лжи и предательства, в котором все ведут двойную жизнь.
Премьерная серия получила высокие рейтинги и сериал был одной из самых популярных драм телевизионного сезона 2003—2004 годов. Он приобрёл статус поп-культурного феномена и получил в основном положительные отзывы критиков. Однако рейтинги снижались по мере продолжения шоу и в конце концов привели к его отмене в начале 2007 года, несмотря на онлайн-петицию, собравшую более 700.000 подписей.

## Актёрский состав

### Основной состав
| Актёр              | Персонаж        | Сезоны          | Сезоны          | Сезоны          | Сезоны          |
| Актёр              | Персонаж        | 1               | 2               | 3               | 4               |
| ------------------ | --------------- | --------------- | --------------- | --------------- | --------------- |
| Питер Галлахер     | Сэнди Коэн      | В главных ролях | В главных ролях | В главных ролях | В главных ролях |
| Келли Роуэн        | Кирстен Коэн    | В главных ролях | В главных ролях | В главных ролях | В главных ролях |
| Бенджамин Маккензи | Райан Этвуд     | В главных ролях | В главных ролях | В главных ролях | В главных ролях |
| Адам Броди         | Сэт Коэн        | В главных ролях | В главных ролях | В главных ролях | В главных ролях |
| Миша Бартон        | Марисса Купер   | В главных ролях | В главных ролях | В главных ролях |                 |
| Рэйчел Билсон      | Саммер Робертс  | В главных ролях | В главных ролях | В главных ролях | В главных ролях |
| Крис Кармак        | Люк Уорд        | В главных ролях | Гость           |                 |                 |
| Мелинда Кларк      | Джули Купер     | В главных ролях | В главных ролях | В главных ролях | В главных ролях |
| Тейт Донован       | Джимми Купер    | В главных ролях | В главных ролях | Периодический   | Гость           |
| Алан Дэйл          | Калеб Никол     | Периодический   | В главных ролях |                 |                 |
| Уилла Холланд      | Кэйтлин Купер   | Периодический   |                 | Периодический   | В главных ролях |
| Отем Ризер         | Тейлор Таунсенд |                 |                 | Периодический   | В главных ролях |

### Второстепенный состав
| Актёр                                                      | Персонаж           | Продолжительность | Продолжительность | Продолжительность | Продолжительность |
| Актёр                                                      | Персонаж           | 1                 | 2                 | 3                 | 4                 |
| ---------------------------------------------------------- | ------------------ | ----------------- | ----------------- | ----------------- | ----------------- |
| Дафни Ашбрук                                               | Дон Этвуд          | 2                 |                   | 3                 |                   |
| Брэдли Страйкер (1 сезон), Логан Маршалл-Грин (2-3 сезоны) | Трэй Этвуд         | 2                 | 8                 | 1                 |                   |
| Ашли Хартман                                               | Холли Фишер        | 6                 |                   |                   | 3                 |
| Кимберли Оха                                               | Тайрон Бейкер      | 4                 | 1                 | 2                 | 2                 |
| Самира Армстронг                                           | Анна Штерн         | 13                |                   | 2                 |                   |
| Бонни Сомервилл                                            | Рейчел Хоффман     | 5                 |                   |                   |                   |
| Розалинд Чао                                               | Доктор Ким         | 3                 |                   | 3                 |                   |
| Нави Рават                                                 | Тереза Диаз        | 8                 | 2                 | 3                 |                   |
| Брайан Макнамара                                           | Карсон Уорд        | 2                 | 1                 |                   |                   |
| Уэйн Далглиш                                               | Брэд Уорд          | 1                 |                   |                   | 10                |
| Кори Прайс                                                 | Эрик Уорд          | 1                 |                   |                   | 10                |
| Тейлор Хэндли                                              | Оливер Траск       | 6                 |                   |                   |                   |
| Аманда Ригетти                                             | Хэйли Никол        | 10                | 2                 |                   |                   |
| Линда Лавин                                                | Софи Коэн          | 1                 | 1                 |                   |                   |
| Майкл Нури                                                 | Доктор Нил Робертс | 1                 | 1                 | 14                | 3                 |
| Николас Гонсалес                                           | Ди Джей            |                   | 6                 |                   |                   |
| Майкл Кэссиди                                              | Зак Стивенс        |                   | 19                |                   |                   |
| Оливия Уайлд                                               | Алекс Келли        |                   | 13                |                   |                   |
| Шеннон Лючио                                               | Линдси Гарднер     |                   | 12                |                   |                   |
| Кэтлин Йорк                                                | Рене Уилер         |                   | 12                |                   |                   |
| Ким Дилейни                                                | Ребекка Блум       |                   | 5                 |                   |                   |
| Билл Кэмпбелл                                              | Картер Бакли       |                   | 7                 |                   |                   |
| Джонни Месснер                                             | Лэнс Болдуин       |                   | 5                 |                   |                   |
| Маргерит Моро                                              | Рид Карлсон        |                   | 5                 |                   |                   |
| Никки Гриффин                                              | Джесс Сазерс       |                   | 6                 | 1                 |                   |
| Джери Райан                                                | Шарлотта Морган    |                   |                   | 7                 |                   |
| Эрик Мабиус                                                | Джек Хесс          |                   |                   | 4                 |                   |
| Райан Донохью                                              | Джонни Харпер      |                   |                   | 11                |                   |
| Джонатан Льюис                                             | Деннис Чилдресс    |                   |                   | 9                 |                   |
| Кайла Юэлл                                                 | Кейси              |                   |                   | 3                 |                   |
| Эрин Фостер                                                | Хизер              |                   |                   | 4                 | 1                 |
| Джефф Хэфнер                                               | Мэтт Рамси         |                   |                   | 14                |                   |
| Пола Трики                                                 | Вероника Таунсенд  |                   |                   | 5                 | 4                 |
| Кэм Жиганде                                                | Кевин Волчок       |                   |                   | 13                | 2                 |
| Никки Рид                                                  | Сэди Кэмпбелл      |                   |                   | 6                 |                   |
| Шон Дюк                                                    | Генри Гриффин      |                   |                   | 4                 |                   |
| Крис Прэтт                                                 | Че Кук             |                   |                   |                   | 9                 |
| Гари Грубс                                                 | Гордон Буллит      |                   |                   |                   | 6                 |
| Брэндон Куинн                                              | Спенсер Буллит     |                   |                   |                   | 6                 |
| Кевин Сорбо                                                | Фрэнк Этвуд        |                   |                   |                   | 7                 |

## Производство

### Начальный этап
В 2002 году автор сериала Джош Шварц познакомился с Джозефом «МакДжи» МакГинти Николом и Стэфани Саваж из производственной компании «Wonderland Sound & Vision». Продюсеры рассказали Шварцу о том, что они хотят создать сериал о родном городе МакДжи, Ньюпорт-Бич в Оранжевом округе в Калифорнии. Саваж предложила поставить шоу, нечто среднее между полицейской драмой и экстремальной версией сериала «Джамп-Стрит, 21», но Шварц был не знаком с жанром. Встречая жителей Ньюпорт-Бич в период обучения в Университете Южной Калифорнии, Шварц создал собственных персонажей на основе этого опыта общения. Концепция была представлена каналу «Fox» в августе 2002 года. Канал решил запустить шоу в летний период, а  Дага Лаймана назначили режиссёром премьерного эпизода после того, как МакДжи не смог поставить эпизод из-за конфликта рабочих графиков с картиной «Ангелы Чарли: Только вперёд». Сериалу дали зелёный свет на трансляцию в сезон 2003—2004 года в мае, а 5 августа 2003 года премьера сериала была назначена на июнь следующего года.
Шварц отмечает, что вдохновением послужили работы Ларри Сандерса
, Камерона Кроу и других «причудливые сериалы» — «Хулиганы и ботаны», «Неопределившиеся» и «Моя так называемая жизнь». Кроме того, автор сериал признаёт, что многие события сериала основаны на периоде его жизни в общежитии «Школы кинематографа» при Университете Южной Калифорнии: «Я был еврейским мальчиком с Восточного побережья… окружённый всеми этими ребятами из Ньюпорт-Бич, игроками в водное поло, и красавицами-блондинками, мечтавшими с ними встречаться. Я большей частью чувствовал себя чужаком». Жители Оранжевого округа (англ. Orange County) критиковали авторов за название сериала, но Шварц утверждает, что те самые ребята называли свои родные края именно так — Оранжевый округ (англ. The O.C.). Так же Шварц сказал, что Коэны списаны с его собственной семьи: «Взаимоотношения Сэнди и Сэта очень похожи на те, что были у меня с моим отцом», «хотя зрителям нравится смотреть на эту богатую жизнь, больше всего в сериале их привлекают Коэны — каждый мечтает иметь такую семью, как они — где родители могут быть крутыми, но при этом зрелыми и любящими, настоящими родителями».
Шварц вспоминает, что писал сценарий пилота, сидя в трусах-боксерах: «Я понятия не имел, как лучше это сделать, и делал так, как делали бы это мои персонажи». Многие актёры основного состава быстро заинтересовались сценарием пилота. Питер Галлахер сказал, что «после событий 11 сентября, эта история была солнечным лучом. В то время именно такая история нужна была Америке — история о семье, которая живёт в районе для избранных, где их соседи не обязательно разделяют их моральные ценности… они отзывчивы и оптимистичны… Они тепло встречают этого парня из другого мира. Я думаю, это был сильный сюжет в эпоху ксенофобии, когда ты оборачиваешься и совершаешь акт милосердия, достойный твоей нации. Такая Америка нужна… Это было правильное чувство. Плюс, здесь есть юмор».

### Съёмки
Хотя действие сериала происходит в Ньюпорт-Бич, исходя из финансовых соображений местом съёмок выбрали Манхэттен-Бич в округе Лос-Анджелес. Многие пляжные сцены снимались на пляже Редондо и Торранс. Улицы округа Лос-Анджелес использовались для съёмок многих сцен, включая Чино, родной квартал Райана, дом Люка в Портленде, офис «Indio» отца Джонни и Тихуану.
Дом Коэнов в пилотном эпизоде снимали в Малибу, а домик у бассейна был специально построен для съёмок и разобран сразу после их окончания. Копию дома Коэнов воссоздали на студии «Raleigh Studios» в Манхэттэн-Бич для съёмок остальных эпизодов сериала. Поскольку бассейн был лишь 4 фута глубиной, актёрам приходилось играть, стоя на коленях. Кадры внешнего вида дома из пилота использовались на протяжении всего сериала. Пилот снимали на 35-миллиметровую плёнку, а остальной сериал — на 16-миллиметровую — это помогло уменьшить затраты на производство.
Школа Харбор — вымышленная школа, основанная на реальном учебном заведении «Corona Вel Mar High School», в которой учился исполнительный продюсер «МакДжи». Съёмки школьных сцен проходили в частном женском колледже «Mount St. Mary’s College» в Брентвуде в Лос-Анджелесе. Университет Калифорнии в сериале превратился в колледж Беркли, а в качестве колледжа Браун снимали Университет Южной Калифорнии. Здание «The FAA First Federal Credit Union» в Хоуторне использовали в качестве локации «Newport Group» во втором сезоне. Часовня «Wayfarers» на ранчо «Rancho Palos Verdes» трижды появляется в сериале в эпизодах с двумя свадьбами и одними похоронами. Дом Коэнов в Беркли, показанный в финальном эпизоде «The End’s Not Near, It’s Here», находится в Южной Пасадене.
В качестве ресторана «The Crab Shack» использовали закусочную местную «The Crab Cooker». Некоторые сцены снимались в окрестностях особняка «Wattles» в Голливуде.

### Музыка
Александру Пацавас, ранее работавшую над шоу «Город пришельцев» и «Карнавал», назначили на должность музыкального супервизора сериала. Вместе с Джошем Шварцем она выбирала композиции, которые будут звучать в эпизодах. Шварц говорит: «Музыка должна быть ещё одним персонажем сериала». Выбор авторов был сфокусирован на инди-роке и стал основой маркетинговой кампании, в рамках которой было выпущено 6 альбомов-саундтреков. Во втором сезоне в сериале появился выдуманный ночной клуб «The Bait Shop». Различные музыкальные группы и исполнители — такие как Rooney, The Walkmen, The Killers, Modest Mouse, The Thrills, Рэйчел Ямагата Death Cab for Cutie и The Subways — появились в качестве приглашённых музыкальных звёзд и исполняли там свои песни. Кроме того, многие новые синглы известных групп впервые прозвучали на шоу — The Beastie Boys, U2, Бек, Coldplay, Гвен Стефани и The Shins.
Многие группы добились популярности благодаря сериалу, способствовавшему росту продаж альбомов. У Rooney — первой появившейся в сериале группы — «продажи возросли вдвое». Даже группы, чье песни просто звучали в сериале, остались в выигрыше: Imogen Heap стала символом шоу, а песню Youth Group, специально записанную для сериала, «в первую неделю скачали на iTunes больше 5 тысяч раз». Однако не все радовались возможности появиться в сериале: группа Clap Your Hands Say Yeah отказалась от предложения, так как боялись, что это повредит их репутации. Тем не менее, многие критики и поклонники уверены, что именно такие появления в шоу помогают продажам альбомов.
В целом, музыка сериала была хорошо встречена. Бен Спир из «Entertainment Weekly» саундтрек «сборником мечты», а журнал «Rolling Stone» отметил, что «саундтрек — причина, по которой люди смотрят это шоу». В то же время Карин Л. Барр из «Entertainment Weekly» написала, что использование песен U2 в шоу, посвящённом инди-музыке, «быстро сошло на нет». Ноа Дэвис с ресурса PopMatters.com раскритиковал сериал за то, что сюжетные линии заменяются походами персонажей в «The Bait Shop» и восторгами в адрес исполнителей".

### Закрытие сериала
Когда рейтинги начали падать, появились слухи о том, что сериал не продлят на пятый сезон. В июне 2006 года канал «Fox» подтвердил, что «на данный момент к производству готовятся 16 эпизодов», отмечая, что количество серий может возрасти. В сентябре 2006 Рейчел Билсон сказала, что «сериалу пришёл конец», а её коллега Келли Роуэн подтвердила, что актёрский состав смирился с тем, что сериал находится на грани закрытия. Роуэн отметила, что «когда четвёртый сезон был заказан лишь на 16 эпизодов, стало ясно, что сериал скоро закроют». 3 января 2007 года канал официально объявил о закрытии шоу. В заявлении Шварц сказал: «Сейчас самое подходящее время поставить точку — лучше уходить на вершине успеха». На своём официальном сайте «Fox» запустил кампанию «Save The O.C.», собравшую 740 тысяч подписей. Возникли слухи, что сериал закупит канал «The CW Television Network». В январе 2007 года президент «The CW», Дон Острофф подтвердил, что велось обсуждение создания полнометражного фильма, но от идеи отказались. Во время рекламы последних эпизодов использовался слоган «The Sun Is Setting On The OC».

## Релиз

### Рейтинги
С этим сериалом связан один из рекордов, установленных каналом «Фокс»: премьерная серия привлекла в США 7,37 миллиона зрителей.
| # | Количество эпизодов | Время показа                                   | Премьера        | Окончание       | Сезон     | Позиция в рейтинге | Количество зрителей (в млн.) |
| - | ------------------- | ---------------------------------------------- | --------------- | --------------- | --------- | ------------------ | ---------------------------- |
| 1 | 27                  | Вторник, 21:00 (2003) Среда, 21:00 (2003—2004) | 5 августа 2003  | 4 мая 2004      | 2003-2004 | #57                | 9.7                          |
| 2 | 24                  | Четверг, 20:00                                 | 4 ноября 2004   | 19 мая 2005     | 2004-2005 | #85                | 7.0                          |
| 3 | 25                  | Четверг, 20:00 (2005) Четверг, 21:00 (2006)    | 8 сентября 2005 | 18 мая 2006     | 2005-2006 | #105               | 5.6                          |
| 4 | 16                  | Четверг, 21:00                                 | 2 ноября 2006   | 22 февраля 2007 | 2006-2007 | #123               | 4.3                          |

### Награды

#### Teen Choice Awards
| Год  | Категория                       | Номинанты                  | Результат |
| ---- | ------------------------------- | -------------------------- | --------- |
| 2004 |                                 |                            | Победа    |
| 2004 |                                 | Миша Бартон                | Победа    |
| 2004 |                                 | Рэйчел Билсон              | Номинация |
| 2004 |                                 | Адам Броди                 | Номинация |
| 2004 |                                 | Бен Маккензи               | Номинация |
| 2004 | Choice TV: Актёр д/с            | Адам Броди                 | Победа    |
| 2004 | Choice TV: Актёр д/с            | Бен Маккензи               | Номинация |
| 2004 | Choice TV: Актриса д/с          | Миша Бартон                | Номинация |
| 2004 | Choice TV: Актриса д/с          | Рэйчел Билсон              | Номинация |
| 2004 | Choice TV: Драматический сериал |                            | Победа    |
| 2005 | Choice TV: Актёр д/с            | Адам Броди                 | Победа    |
| 2005 | Choice TV: Актёр д/с            | Бен Маккензи               | Номинация |
| 2005 | Choice TV: Актриса д/с          | Миша Бартон                | Номинация |
| 2005 | Choice TV: Актриса д/с          | Рэйчел Билсон              | Победа    |
| 2005 | Лучшая химия                    | Миша Бартон и Бен Маккензи | Номинация |
| 2005 | Лучшая химия                    | Рэйчел Билсон и Адам Броди | Победа    |
| 2005 | Choice TV: Драматический сериал |                            | Победа    |
| 2006 | Choice TV: Актёр д/с            | Адам Броди                 | Победа    |
| 2006 | Choice TV: Актриса              | Миша Бартон                | Победа    |
| 2006 | Choice TV: Актриса д/с          | Рэйчел Билсон              | Победа    |
| 2006 | Choice TV: Драматический сериал |                            | Победа    |

## Продукция

### Выход на DVD
| Сезон | Сезон   | Название                              | Релиз           |
| ----- | ------- | ------------------------------------- | --------------- |
|       | Сезон 1 | The O.C. — The Complete First Season  | 26 октября 2004 |
|       | Сезон 2 | The O.C. — The Complete Second Season | 23 августа 2005 |
|       | Сезон 3 | The O.C. — The Complete Third Season  | 24 октября 2006 |
|       | Сезон 4 | The O.C. — The Complete Fourth Season | 22 мая, 2007    |

Все четыре сезона вышли на DVD в первом, втором и четвёртом регионах. Коллекционное издание «The O.C. The Complete Series» поступило в продаже в США и Канаде 27 ноября 2007 года. Первый сезон был ремастирован в широкоэкранный формат. Также подобное издание вышло во втором регионе 19 ноября 2007, но в него вошла старая версия первого сезона. Издание включало послание от Джоша Шварца, интервью со Шварцем и Стефани Саваж, два диска с бонусными материалами, неудачные кадры четвёртого сезона и фрагменты комикса «Atomic County».
Для жителей США, просмотр эпизодов был доступен на сайте «Hulu». Также его можно скачать на сайте iTunes в некоторых регионах. Также эпизоды доступны в цифровом магазине сайта Amazon.com — «Amazon Instant Video». Четвёртый сезон также есть на сайте «Zune».

### Игра
В 2006 году компания «Gameloft» выпустил игру для мобильного телефона по мотивам сериала. По жанру игра представляет собой симулятор реальной жизни и выполнена в стиле серии компьютерных игр «The Sims» — игроку предлагается выбрать одного из персонажей — Райана, Мариссу, Сэта или Саммер — и налаживать социальные связи с другими персонажами, перемещаясь по городу и посещая известные по сериалу локации — домик у бассейна, комнату Мариссы, кухню Коэнов и пр. Есть несколько мини-игр (вождение, караоке, игральный автомат и боксирование), а также система оповещения о наличии новых миссий через смс и звонки на мобильный телефон героя. Сюжет игры и диалоги написали сценаристы шоу.

### Саундтреки
За время съёмок сериала было выпущено 6 официальных саундтреков к шоу с общим названием «The Music From The O.C.». Вышли альбомы «Mix 1», «Mix 2», «Mix 3: Have A Very Merry Chrismukkah», «Mix 4», «Mix 5» и «Mix 6: Covering Our Tracks».

### Книги
Издательство «Scholastic Inc.» выпустило несколько романов-новелизаций по сериалу:
| # | Название                                                     | Автор                                                                     | Дата выхода          | Количество страниц |
| - | ------------------------------------------------------------ | ------------------------------------------------------------------------- | -------------------- | ------------------ |
| 1 | Чужак (The Outsider)                                         | Кори Мартин (англ. Cory Martin)                                           | 1 августа 2004 года  | 310                |
| 2 | Изгой (The Misfit)                                           | Кори Мартин (англ. Cory Martin) и Аури Воллингтон (англ. Aury Wallington) | 1 октября 2004 года  | 216                |
| 3 | Дорога назад (The Way Back)                                  | Кори Мартин (англ. Cory Martin)                                           | 1 декабря 2004 года  | 200                |
| 4 | Весенний отрыв (Spring Break)                                | Аури Воллингтон (англ. Aury Wallington)                                   | 1 марта 2005 года    | 264                |
| 5 | Лето Саммер (Summer Of Summer)                               | Кори Мартин (англ. Cory Martin)                                           | 1 июня 2005 года     | 256                |
| 6 | Приманить и подсечь (Bait & Switch)                          | Аури Воллингтон (англ. Aury Wallington)                                   | 1 сентября 2005 года | 264                |
| 7 | Ночь перед Рождествухой ('Twas The Night Before Chrismukkah) | Эй Ван Сайкл (англ. A Van Syckle)                                         | 1 декабря 2005 года  | 264                |
| 8 | Коэн! (Cohen!)                                               | Аури Воллингтон (англ. Aury Wallington)                                   | 1 марта 2006 года    | 232                |